# Pseudospingus
Pseudospingus – rodzaj ptaków z rodziny tanagrowatych (Thraupidae).

## Występowanie
Rodzaj obejmuje gatunki występujące w Ameryce Południowej.

## Morfologia
Długość ciała 13–14 cm, masa ciała 10–15,7 g.

## Systematyka

### Etymologia
Greckie ψευδος pseudos – fałszywy, inny; σπιγγος spingos – zięba < σπιζω spizō – ćwierkać.

### Gatunek typowy
Dacnis xanthophthalma Taczanowski

### Podział systematyczny
Do rodzaju należą następujące gatunki:
- Pseudospingus verticalis (Lafresnaye, 1840) – andołuszczek kapturowy
- Pseudospingus xanthophthalmus (Taczanowski, 1874) – andołuszczek ubogi